# Josep Maria Huertas Claveria
Josep Maria Huertas Claveria   (Barcelona, 24 de novembre de 1939 - 4 de març de 2007) fou un escriptor i periodista català en llengua catalana i castellana.
L'obra periodística de Huertas començà el 1963 i es perllongà de manera ininterrompuda fins a la seva mort, el 2007. Es calcula que escrigué o col·laborà en la redacció de 105 llibres i més de 5.745 articles. Considerat un dels referents contemporanis del periodisme català, Huertas practicà un periodisme social, de proximitat i servei, fortament vinculat als moviments socials i als problemes dels barris de Barcelona. Per aquest motiu és considerat un dels més importants cronistes contemporanis de la ciutat. Periodista crític, gran coneixedor de la realitat històrica de Barcelona i de Catalunya, de gran memòria i caràcter fort, els textos de Huertas reflecteixen, sobretot, la seva lluita ininterrompuda en favor de la llibertat i els valors democràtics.

## Biografia
Josep Maria Huertas nasqué a Barcelona el 24 de novembre de 1939. El 1963, inicià els seus estudis de Periodisme a l'Escola Oficial de Madrid, on es llicenciaria tres anys després. En aquella època començà a col·laborar a la revista Signo i a El Correo Catalán, i l'any 1966 fou un dels impulsors del Grup Democràtic de Periodistes, associació que treballà per la defensa de la llibertat de premsa durant la Dictadura.
El juliol del 1975, patí la repressió franquista en publicar al Tele/eXpres un reportatge que molestà alguns càrrecs de l'Exèrcit. El 22 de juliol fou detingut i més tard processat per injúries, fet que motivà la primera vaga de premsa a Espanya des del final de la Guerra Civil (1939). El denominat cas Huertas feu del periodista un referent de la lluita antifranquista.
Durant la seva vida professional, Huertas escrigué a diaris com El Periódico de Catalunya o La Vanguardia i col·laborà en diverses publicacions, entre les quals destaquen Destino, Cuadernos para el diálogo i Oriflama.
Reporter de ciutat i de barri, Huertas entenia la seva feina com un servei a la comunitat. Denunciava els problemes dels més desafavorits i les actuacions abusives del poder. Considerava la història com una eina primordial per a dur a terme la seva tasca periodística. En els seus reportatges descrivia les transformacions de la ciutat, que coneixia al mil·límetre, i les criticava quan ho creia convenient.
Al maig de 2006, fou escollit degà del Col·legi de Periodistes de Catalunya, càrrec que ocupà fins a la seva mort, deu mesos més tard. En reconeixement de la seva feina i trajectòria professional, el Col·legi creà les beques Josep Maria Huertas.
Al CRAI Biblioteca del Pavelló de la República de la Universitat de Barcelona estan dipositats els escrits de Jaume Fabre i Josep M. Huertas sobre els barris de Barcelona, entre els quals es troben còmics, mapes i plànols.

## Trajectòria professional

### Fins a 1975: els inicis
El 1963, mentre estudiava Periodisme, Josep Maria Huertas començà a col·laborar a Signo, revista catòlica creada durant la postguerra. També començà a treballar a El Correo Catalán de la mà del periodista Manuel Ibáñez Escofet. En aquesta publicació, arribà a ser cap de redacció al final dels anys 60 i començà a desenvolupar l'estil periodístic que el caracteritzà més tard: la crònica de barri. El 1970, durant els últims anys de la Dictadura, el compromís social de Huertas entrà en conflicte amb alguns membres d'El Correo, per la qual cosa s'acabà la seva relació amb el mitjà.
Mentre treballava en el diari, Huertas començà a escriure al setmanari Destino al costat de José Martí Gómez i Jaume Fabre. La seva relació amb la revista acabà el 1972, després d'haver estat acomiadat fins a tres vegades per discrepàncies amb la direcció. En aquells anys, també treballà a Oriflama, publicació que havia nascut com annex de la revista Casal de l'Acció Catòlica de Vic. El 1968 fou nomenat director fins que, tres anys més tard, s'enfrontà al seu propietari, Jordi Pujol, i fou rellevat del càrrec. Finalment, el 1974 fou acomiadat.
El 1972, Huertas havia començat a treballar al diari Tele/eXpres, novament cridat per Ibàñez Escofet. Arribà a ser redactor en cap de la secció local amb vuit redactors al seu càrrec: els «huertamaros». La seva forma de treballar, que només alguns companys de professió compartien, es basava en el periodisme de proximitat com a servei al ciutadà. Tractava d'explicar la realitat i les transformacions dels barris de Barcelona i fer visibles els conflictes dels més desafavorits.
El 1973, engegà la segona etapa de Quatre Cantons, que durà fins al 1978. Aquesta revista, feta per la gent del barri del Poblenou, on el periodista visqué durant 37 anys, denunciava les mancances i els problemes que patien els veïns.

### A la presó: el cas Huertas
El juliol de 1975, quan encara era vigent la Llei de Premsa i Impremta de 1966, més coneguda com a Llei Fraga, Josep Maria Huertas patí les conseqüències de la repressió franquista. El dissabte 7 de juny, publicà al Tele/eXpres un reportatge titulat «Vida erótica subterránea», en el qual feia un repàs històric de la vida sexual dels barcelonins des dels anys 20 fins als 60. Al text, Huertas afirmava que «Un bon nombre de "meublés" [cases de cites] estan regentats per vídues de militars, pel que sembla per la dificultat que per obtenir permís per obrir-ne alguns hi va haver després de la guerra», frase que molestà alguns càrrecs de l'Exèrcit.
Huertas fou detingut i processat el 22 de juliol per injúries a l'Exèrcit després d'un consell de guerra sumaríssim, que el conduí a la presó Model de Barcelona. Aquesta decisió, considerada injusta per la majoria de periodistes –molts d'ells, amics i companys de Huertas–, provocà la primera vaga de premsa a Espanya des del final de la Guerra Civil (1939). La protesta tingué una repercussió tan gran que cinc dels vuit diaris barcelonins no sortiren al carrer l'endemà: El Correo Catalán, Mundo Diario, Diario de Barcelona, El Noticiero Universal i Tele/eXpres. L'excepció foren els dos diaris del règim i La Vanguardia.
Ja a la presó, la situació de Huertas es complicà en ser acusat de donar suport a un etarra, anomenat Wilson, que suposadament havia atemptat contra el general Carrero Blanco. El vincle entre ells dos s'establí en trobar-se a l'agenda de l'etarra les dades de contacte de Huertas. Malgrat els intents d'Araceli Aiguaviva, la seva dona, d'aclarir la relació entre tots dos homes a través d'una carta publicada en un diari, un tribunal militar condemnà el periodista a dos anys de presó.
Al final, Huertas no hagué de complir íntegrament la pena i sortí de la Model el 13 d'abril de 1976, vuit mesos i vint dies després del seu ingrés. Aquesta reducció de pena es produí gràcies a la mort de Franco, el 20 de novembre de 1975. El cas Huertas feu del periodista un símbol de la llibertat d'expressió i un referent de la lluita antifranquista.

### Des de 1976: Transició i Democràcia

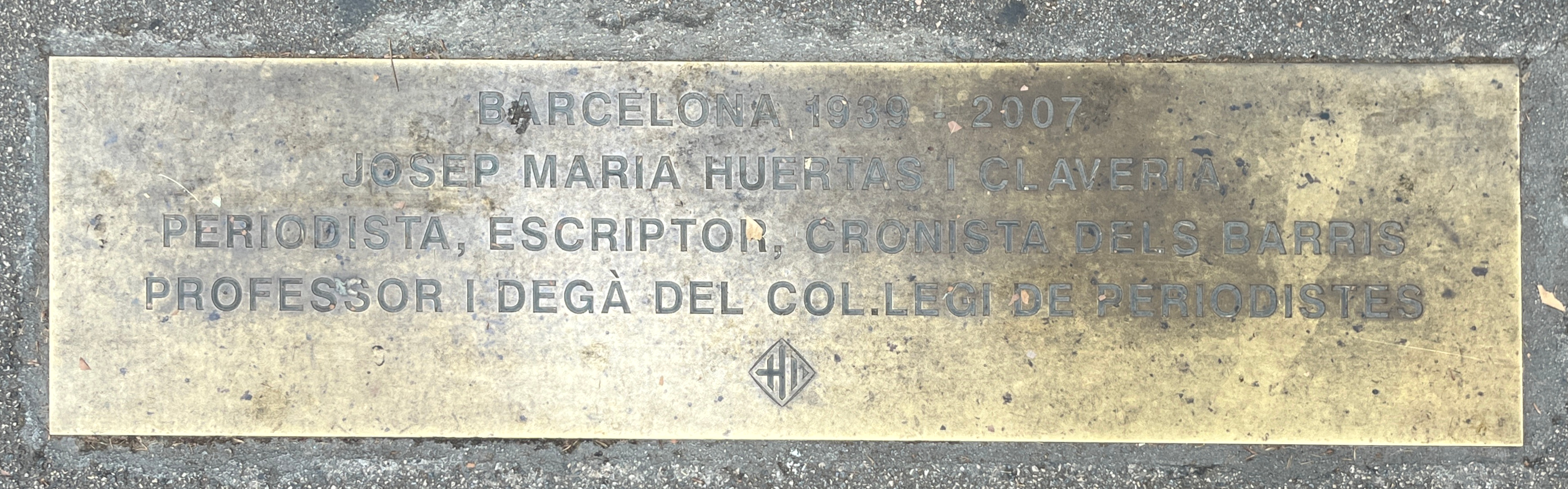
Placa a Josep Maria Huertas Claveria, a la Rambla del Poblenou.

Després del seu pas per la presó, Josep Maria Huertas es convertí en una figura representativa del periodisme en llibertat. Tanmateix, després del tancament de Tele/eXpres, passà vuit mesos sense que cap mitjà li oferís feina. A causa de la seva actitud contestatària, Huertas s'havia guanyat certes enemistats i resultava un personatge «incòmode» per a alguns mitjans, que no desitjaven veure's involucrats en determinades polèmiques en aquells anys de transició.
Ja el 1980, Huertas entrà a treballar al servei de premsa de la Diputació de Barcelona, on restà fins a 1982, quan s'incorporà a la plantilla d'El Periódico de Catalunya. El seu pas per aquest mitjà fou prolífic i heterogeni. Hi destacà el tractament que donà a la Barcelona preolímpica (1992), mitjançant la dura crítica de la transformació de la ciutat gestionada per l'Administració. També hi desenvolupà un periodisme cultural, amb cròniques sobre el món del cinema o ressenyes literàries.
La seva estada a El Periódico, que durà 20 anys, només s'interrompé per un parèntesi en el qual fou nomenat sotsdirector del Diari de Barcelona, de 1988 a 1989. Llavors tornà a la plantilla d'El Periódico fins a la seva prejubiliació, l'any 2002. Des d'aleshores fins al dia de la seva mort, el 4 de març de 2007, col·laborà a La Vanguardia i al diari Avui, el qual publicà, ja pòstumament, els seus últims textos.

### Diaris on va treballar o col·laborar
- El Correo Catalán (1964-1972)
- Tele/eXpres (1972-1979)
- El Noticiero Universal (1980-1981)
- El Periódico de Catalunya (1980-1987 i 1989-2002)
- Diari de Barcelona (1987-1989)
- La Vanguardia (2002-2007)
- Avui (2002-2007)

### Principals revistes on va escriure
- Arreu
- L'Avenç
- Barcelona Metròpoli Mediterrània
- Capçalera
- Cuadernos para el diálogo
- Destino
- L'Esplai
- El Món
- Oriflama
- Presència
- Primera Plana
- Quatre Cantons
- Serra d'Or
- Tele/estel

## Obra
L'obra literària de Josep Maria Huertas comprèn més de 100 llibres escrits en solitari, en equip o com a integrant de projectes col·lectius. La majoria versen sobre la realitat social i històrica de la ciutat de Barcelona, encara que també destaquen les obres que va dedicar a la seva professió: el periodisme. El següent llistat és una selecció dels llibres més representatius de Huertas.

### Llibres sobre Barcelona
- El Montjuïc del segle XX. amb Jaume Fabre i Josep Martí Gómez.  Barcelona: Pòrtic Editorial, 1969. ISBN 84-7306-003-2.
- La Barcelona de Porcioles. obra col·lectiva.  Barcelona: Editorial Laia, 1973. ISBN 84-7222-8657.
- Tots els barris de Barcelona. amb Jaume Fabre, en vuit volums.  Barcelona: Edicions 62, 1976. ISBN 84-2971-1805.
- Diàlegs a Barcelona. amb Jaume Fabre.  Barcelona: Editorial Laia, 1986. ISBN 84-2972-1444.
- Barcelona en lluita: el moviment urbà 1965 - 1996. amb Marc Andreu.  Federació d'Associacions de Veïns de Barcelona, 1996. ISBN 84-85256-82-4.
- 50 veces Barcelona: guía de visita de la ciudad. amb Carles Geli i Maria Favà; fotografies de Pepe Encinas.  Ajuntament de Barcelona, 1995. ISBN 84-7609-766-2.
- Els barris de Barcelona. obra col·lectiva en quatre volums.  Barcelona: Enciclopèdia Catalana y Ajuntament de Barcelona, 1997-2000. ISBN 84-412-2772-1.
- Montjuïc. Barcelona Parc Central. obra col·lectiva; Huertas escrigué la introducció «Història d'una muntanya popular i impopular».  Barcelona: Barcelona de Serveis Municipals SA, 2007. ISBN 84-7609-504-X.
- Artpublic. llibre digital amb un catàleg de més de 1.000 escultures de Barcelona.  Artpublic: Ajuntament de Barcelona, 2007.

### Llibres d'Història
- Salvador Seguí, el Noi del Sucre: materiales para una biografía (en espanyol). 3a ed..  Barcelona: Editorial Laia, 1976.
- Obrers a Catalunya: manual d'història del moviment obrer 1840-1975.  Barcelona: Editorial L'Avenç, 1982. ISBN 84-85905-06-7.

### Llibres sobre periodisme
- Les tres vides de «Destino». amb Carles Geli.  Barcelona: Col·legi de Periodistes de Catalunya y Diputació de Barcelona, 1990. ISBN 84-404-6310-3.
- «Mirador», la Catalunya impossible. amb Carles Geli.  Barcelona: Edicions Proa, 1998. ISBN 84-8256-855-8.
- El Periodista: entre la indefinició i l'ambigüitat: evolució d'un concepte professional entre dos segles.  Barcelona: Dèria Editors, 1998. ISBN 84-921035-8-2.
- El plat de llenties: periodisme i transició a Catalunya (1975-1985).  Barcelona: Col·legi de Periodistes de Catalunya, 2005. ISBN 84-933434-4-7.
- Una història de «La Vanguardia».  Barcelona: Angle Editorial, 2006. ISBN 84-96521-17-6.

### Memòries
- Cada taula, un Vietnam.  Barcelona: La Magrana, 1997. ISBN 84-7410-963-9.

## Premis
- Premi de Periodisme del Col·legi d'Arquitectes (1970)
- Premi Ciutat de Barcelona (1977)
- Medalla d'Honor de la Ciutat de Barcelona (1988)
- Premi de Biografies, Autobiografies, Memòries i Dietaris Rovira i Virgili, amb Carles Geli (1989)
- Premi Nacional de Periodisme (1990)
- Premi de Comunicació de la Diputació de Barcelona (2002)
- Premi Ofici de Periodista, atorgat pel Col·legi de Periodistes de Catalunya (2005)
- Medalla d'Or al Mèrit Cultural de l'Ajuntament de Barcelona, atorgada a títol pòstum (2008)
- Premio Memorial Francesc Candel de la Fundación Paco Candel, atorgat a títol pòstum (2008)